# Аксай (Бурлинский район)
Акса́й (каз. Ақсай) — город в Западно-Казахстанской области, центр Бурлинского района, железнодорожная станция.

## География
Аксай расположен на севере области, в степной зоне, у реки Утвы (левый приток реки Урал).
В городе находится железнодорожная станция Казахстан Казахстанских железных  дорог. Узел автодорог Аксай — Бурлин — Уральск, Аксай — Тихоновка (Бурлинский район) — Уральск, Аксай — Чингирлау — Актобе, Аксай — Александровка (Бурлинский район) — Жымпиты, Аксай — Илек (через Карачаганакское месторождение).
Автодороги Уральск — Оренбург (через Бурлинский район) и Аксай — Илек (через Карачаганакское месторождение) пересекают казахстанско-российскую границу в пункте пропуска через границу «Аксайский» напротив села Илек (Илекский район Оренбургской области) с российской стороны.

## Этимология
Название селения Аксай (Яхсай) является тюркским названием, переводящимся с казахского языка как «белое русло» или «белый водоток», так как «ак» с казахского языка переводится как «белый, белая», а «сай» это «русло, водоток», «Аксай» в переводе с казахского - «Белое Русло», или «Белый водоток». 
На территории Республики Дагестан также есть селение Аксай (Яхсай), которое является одним из крупнейших кумыкских селений в Дагестане, населяют селение преимущественно Кумыки. Название имеет тоже самое происхождение, что и Аксай, находящийся за более чем тысячу километров в Казахстане.
На территории России существует город, который носит такое же название — Аксай, находящийся в Ростовской области, находящийся недалеко от Ростова-на-Дону. Этимология названия данного города такая же, так как Аксай стоит непосредственно на территориях, входящих в исторические территории расселения Ногайцев, язык которых очень похож на казахский язык из-за общего тюркского происхождения.

## Население
На начало 2019 года, население города составило 35 310 человек (16 865 мужчин и 18 445 женщин).

## История
Местность населяли казахи Младшего жуза. Солончаки и белый суглинок не давали возможность в данной местности заниматься земледелием и хотя здесь протекает небольшая река Утва, оседлого поселения здесь не было. С 1936 по 1939 годы через эти места строилась железная дорога Уральск — Соль-Илецк. Проектировщики для станции выбрали это место и назвали станцию Казахстан. По названию станции был назван выросший здесь посёлок Казахстан, официально основанный в 1936 году. 11 апреля 1941 года он получил статус рабочего посёлка. Удобное географическое положение посёлка (в географическом центре административного района) и дальнейшее экономическое развитие его, привело к тому, что посёлок стал в 1965 году центром Бурлинского района Западно-Казахстанской области Казахской ССР, в 1967 году посёлок Казахстан был преобразован в город Аксай.

## Герб
В 2007 году на 40-летие города акимат Бурлинского района объявил конкурс и выбрал работу Кошым Кенжалиева и Зейне Кенжалиевой. В конкурсе участвовали 11 художников Западно-Казахстанской области.

## Развитие города
С открытием крупного нефтегазоконденсатного Карачаганакского месторождения город получил толчок к ускоренному развитию. В начале и середине 1980-х в город прибыли строители из стран СЭВ: Чехословакии и ГДР, они приняли участие в строительстве технологических линий на месторождении и города. В 1985—1992 гг. построено несколько современных микрорайонов комфортных девятиэтажных жилых домов с комплексной застройкой социальной инфраструктуры (школы, детские сады, торгово-развлекательные центры) по проектам иностранных фирм (Чехословакия, ГДР). С того времени в городе сохранились названия — «чешские», «немецкие» дома. Построены мощные городские канализационные очистные сооружения. Проведены работы по созданию дренажной системы (город стоит на плывунах и подтопляемой территории). Были приведены в соответствие с европейским качеством путепровод через железную дорогу и основные городские автодороги. Все эти работы производились преимущественно иностранными строителями и по своим технологиям. Уральские дорожники произвели работы по строительству асфальтированной дороги Уральск-Бурлин-Оренбург, Бурлин-Аксай, Аксай-Илек (через территорию осваиваемого Карачаганакского месторождения). Первоначально предполагалось, что сырьё с месторождения будет полностью направляться на переработку на Оренбургском газоперерабатывающем заводе производственного объединения «Оренбурггазпром». А в городке чешских строителей ныне размещены иностранные специалисты компании КПО б. в., ныне осваивающей месторождение по соглашению о разделе продукции. Город был и остаётся одним из самых высокооплачиваемых регионов в стране.
В городе есть римско-католический приходской дом Святого Иосифа

## Промышленность
Нефтегазовая промышленность: добыча нефти и газа на Карачаганакском месторождении. Комбикормовый завод, железнодорожная станция Казахстан. Нефтеперерабатывающий завод АО «Конденсат».

## Образование
В городе находятся 8 общеобразовательных школ, 1 музыкальная школа, 1 школа искусств, 1 ДЮСШ, 1 центр детского творчества, 1 центр туризма и экологии, 10 детских садов, имеется Аксайский технический колледж (на базе бывшего профессионального лицея № 15), располагается филиал Западно-Казахстанского инженерно-технологического университета города Уральска.

## Средства массовой информации

### Телевидение
- 31-й канал «Карачаганак»
- Первый канал «Евразия»
- АО РТРК «Қазақстан»
- Қазақстан-Орал
- 24KZ
- Хабар

### Радио
| Название              | Частота, МГц | Язык вещания | Язык музыки |
| --------------------- | ------------ | ------------ | ----------- |
|                       |              |              |             |
| Радио Аксай           | 100,5        | RU, KZ       | RU, EN      |
| Казахское радио       | 101,4        | KZ           | KZ          |
| Европа Плюс           | 103,2        | RU, KZ       | KZ, RU, EN  |
| Радио NS              | 105,0        | RU, KZ       | KZ, RU, EN  |
| Новое Радио (Жаңа FM) | 106,0        | RU, KZ       | KZ, RU, EN  |

### Газеты
- «Будни Аксая»
- «Панорама Карачаганака»
- «Бурлинские вести — Бөрлі жаршысы»

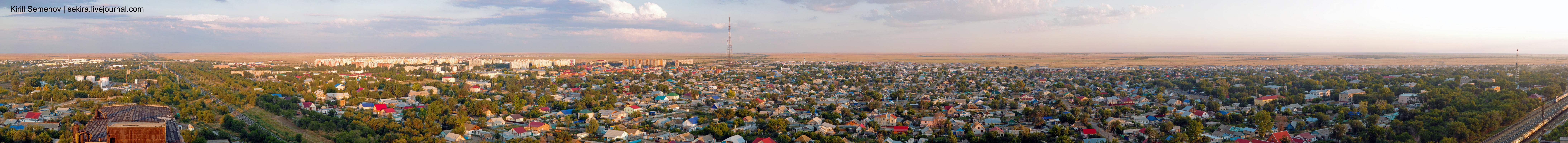
Южные районы Аксая